# Francesca Chiavacci
Francesca Chiavacci (Firenze, 8 luglio 1961) è un'attivista e politica italiana.

## Biografia
Inizia a svolgere attività politica nei collettivi studenteschi e successivamente, a partire dalla vicenda dei missili Cruise a Comiso, è attiva nel movimento pacifista italiano. Sin dagli anni '80 è impegnata nell'associazionismo dell'ARCI e nel PCI. A Firenze nel 1987 è tra le fondatrici di “Allonsanfan”, associazione nata per fornire servizi agli studenti universitari e promuovere attività culturali rivolte ai più giovani.
Dal 1989 al 1991 fa parte dell'Ufficio Stampa nazionale della FGCI e poi della Sinistra Giovanile.
Dal 1990 al 1992 svolge la funzione di Segretaria della Sinistra Giovanile del comitato di Firenze e di Presidente del Consiglio nazionale della Sinistra Giovanile. In quel periodo collabora nel Consiglio regionale toscano con il gruppo consiliare Sinistra Arcobaleno.
Nel 1992 viene eletta presidente del CAM, Centro Attività Musicali, di Firenze, associazione di promozione della didattica e produzione musicale. Nel 1992 entra nella segreteria dell'Arci di Firenze con l'incarico di responsabile delle attività culturali e delle politiche per l’infanzia.
Nel 1994 viene eletta alla Camera dei Deputati con il Partito Democratico della Sinistra nel collegio di Pontassieve. La carica di Deputata verrà confermata nel 1996, quando viene eletta nel collegio di Sesto Fiorentino. Nel corso della sua attività parlamentare, è stata componente della Commissione Difesa, della Commissione Affari Sociali, ha ricoperto il ruolo di Vicepresidente della Commissione Speciale per l'Infanzia ed è stata relatrice del disegno di legge sull'obiezione di coscienza, approvato nel 1998.
Nel 1997 entra nel CdA dell'Istituto degli Innocenti di Firenze e vi rimarrà fino al giugno del 2009. Nel 1999 viene nominata dal Comune di Sesto Fiorentino presidente dell'Istituzione per i Servizi educativi, culturali e sportivi "Sestoidee", incarico ricoperto fino al 2004.
Nel 2003 fa ritorno in ARCI, rientrando nella segreteria del comitato fiorentino e occupandosi di politiche culturali e per l'infanzia. Un anno più tardi, nel 2004, è eletta Presidente di Arci Firenze al Congresso Straordinario e l'incarico viene confermato nei due Congressi ordinari successivi (2006 e 2010). Oltre a ricoprire ruoli da dirigente politica in ARCI Toscana, è stata una dei componenti della Presidenza nazionale dell'ARCIe della Presidenza Nazionale di UCCA.
Nel 2009 viene eletta Consigliere Comunale a Firenze nelle file del Partito Democratico, incarico che manterrà fino alle sue dimissioni nel settembre 2013. 
Nel giugno 2014 viene eletta Presidente nazionale dell'ARCI, carica nella quale viene confermata nel congresso nazionale del giugno 2018. Si dimette dall'incarico di Presidente nazionale ARCI il 29 maggio 2021.